# Huaping (sockenhuvudort i Kina, Hubei Sheng, lat 30,44, long 109,99)
Huaping (kinesiska: 花坪, 花坪乡) är en sockenhuvudort i Kina. Den ligger i provinsen Hubei, i den centrala delen av landet, omkring 410 kilometer väster om provinshuvudstaden Wuhan. Antalet invånare är 41 887. Befolkningen består av 20 785 kvinnor och 21 102 män. Barn under 15 år utgör 15,0 %, vuxna 15-64 år 70 %, och äldre över 65 år 14,0 %.
Runt Huaping är det ganska tätbefolkat, med 192 invånare per kvadratkilometer. Huaping är det största samhället i trakten. I omgivningarna runt Huaping växer i huvudsak blandskog.
Genomsnittlig årsnederbörd är 1 647 millimeter. Den regnigaste månaden är september, med i genomsnitt 273 mm nederbörd, och den torraste är december, med 22 mm nederbörd.